# Natthicha Namwong
Natthicha Namwong, dite Kaykai Slyder, née le 5 septembre 1996 à Bangkok, est une vidéaste et comédienne thaïlandaise,. 
Elle publie ses vidéos sur le site de partage YouTube, depuis 2016. Elle totalise[Quand ?] plus de 2 480 vidéos, et plus de 12 milliards de vues. Elle est également actrice sur Channel 3,.